# Holly Brooks
Pour les articles homonymes, voir Brooks.
Holly Brooks, née le 17 avril 1982 à Seattle, est une fondeuse américaine.

## Biographie
Brooks dispute ses premières courses universitaires en 2003.
Elle doit attendre la saison 2009-2010 pour faire ses débuts internationaux, obtenant de multiples podiums dans l'US Super Tour, avant d'être appelée à disputer l'étape de Coupe du monde à Canmore, où elle en profite pour marquer ses premiers points avec une 24e place sur le dix kilomètres. Quelques semaines plus tard, elle prend part à ses premiers jeux olympiques à Vancouver, où son meilleur résultat individuel est 35e sur le trente kilomètres en quatre courses et se classe onzième avec le relais.
En 2011, pour ses premiers championnats du monde à Oslo, elle récolte deux 25e places en individuel (poursuite et trente kilomètres libre), ainsi qu'une neuvième place en relais.
Durant la saison 2011-2012, Brooks signe ses premiers top vingt et comme meilleur résultat une treizième place au dix kilomètres libre de Davos.
Finalement, c'est d'entrée de saison 2012-2013 qu'elle réalise ses meilleures performances dans l'élite à Gällivare, prenant le cinquième rang du dix kilomètres libre et le troisième avec le relais, soit son premier et unique podium en Coupe du monde. À la fin de l'hiver, elle est encore septième du prologue des Finales à Falun.
En 2013-2014, ses résultats sont moins convaincants, mais elle participe tout de même à sa deuxième édition des jeux olympiques à Sotchi, se classant 45e du skiathlon, 32e du dix kilomètres classique et 26e du trente kilomètres libre.
Lors de l'hiver 2015-2016, elle quitte l'équipe nationale pour courir sur le circuit des courses de longue distance de la Worldloppet, remportant la Dolomitenlauf et l'American Birkebeiner, en plus de deux autres deuxièmes places.

## Palmarès

### Jeux olympiques
| Épreuve / Édition | Sprint                           | Sprint                           | 10 km                            | 10 km                            | Poursuite / Skiathlon 2 × 7,5 km | 30 km | Relais | Relais   |
| Épreuve / Édition | libre                            | classique                        | libre                            | classique                        | Poursuite / Skiathlon 2 × 7,5 km | 30 km | Sprint | 4 × 5 km |
| JO 2010 Vancouver | Épreuve inexistante à cette date | 38e                              | 41e                              | Épreuve inexistante à cette date | 35e                              | 55e   | -      | 11e      |
| JO 2014 Sotchi    | —                                | Épreuve inexistante à cette date | Épreuve inexistante à cette date | 32e                              | 45e                              | 26e   | —      | —        |

Légende :
- : pas d'épreuve
- — :  Épreuve non disputée par Holly Brooks

### Championnats du monde
| Épreuve / Édition           | Sprint                           | Sprint                           | 15 km                            | 15 km                            | Poursuite / Skiathlon 2 × 15 km | 50 km | Relais | Relais    |
| Épreuve / Édition           | libre                            | classique                        | libre                            | classique                        | Poursuite / Skiathlon 2 × 15 km | 50 km | Sprint | 4 × 10 km |
| Mondiaux 2011 Oslo          | -                                | Épreuve inexistante à cette date | Épreuve inexistante à cette date | 27e                              | 25e                             | 25e   | -      | 9e        |
| Mondiaux 2013 val di Fiemme | Épreuve inexistante à cette date | —                                | 27e                              | Épreuve inexistante à cette date | 49e                             | -     | —      | —         |

### Coupe du monde
- Meilleur classement général : 35e en 2013.
- Meilleur résultat individuel : 5e.
- 1 podium en relais : 1 troisième place.

#### Classements en Coupe du monde
| Année     | Classement général final | Classement distance | Classement sprint |
| 2009-2010 | 107e                     | 90e                 | 88e               |
| 2011-2012 | 55e                      | 45e                 | 60e               |
| 2012-2013 | 35e                      | 27e                 | 43e               |
| 2013-2014 | 84e                      | 56e                 | 76e               |

### Championnats des États-Unis
- Championne en sprint classique en 2011.

### Coupe Marathon
- 3e du classement général en 2015.
- 4 podiums, dont 2 victoires : Dolomitenlauf et American Birkebeiner en 2015.